# Jamne (Ochtyrka)
Jamne (ukrainisch Ямне; russisch Ямное Jamnoje) ist ein Dorf in der historischen Region der Sloboda-Ukraine im Südosten der ukrainischen Oblast Sumy mit etwa 1600 Einwohnern (2001).

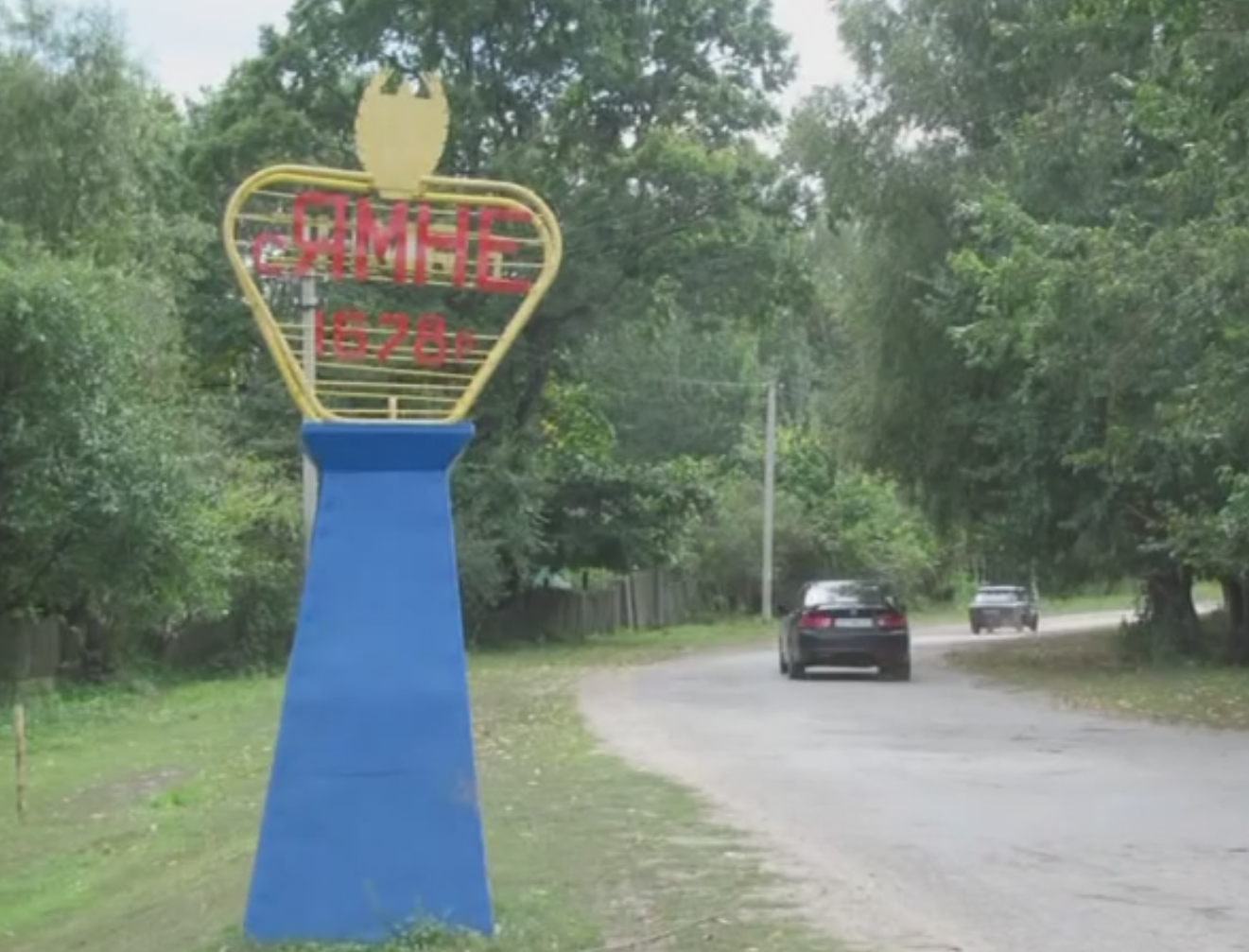
Ortseingangsschild

Das 1678 gegründete Dorf liegt auf einer Höhe von 122 m am linken Ufer der Worskla, 9 km westlich vom ehemaligen Rajonzentrum Welyka Pyssariwka und etwa 85 km südöstlich vom Oblastzentrum Sumy. 2 1⁄2 Kilometer nördlich vom Dorf verläuft die Regionalstraße P–45 und 4 Kilometer südlich von Jamne verläuft die Territorialstraße T–17–05.
Am 12. Juni 2020 wurde das Dorf ein Teil der neugegründeten Siedlungsgemeinde Welyka Pyssariwka, bis dahin bildete es zusammen mit den Dörfer Kopijky (Копійки) und Spirne (Спірне) die gleichnamige Landgemeinde Jamne (Ямненська сільська рада/Jamnenska silska rada) im Zentrum des Rajons Welyka Pyssariwka.
Am 17. Juli 2020 kam es im Zuge einer großen Rajonsreform zum Anschluss des Rajonsgebietes an den Rajon Ochtyrka.

## Söhne und Töchter der Ortschaft
- Serhij Rybalka (* 1990), Fußballspieler